# The Daydreamer
The Daydreamer är en barnbok av den brittiske författaren Ian McEwan. Den gavs ut på Jonathan Cape bokförlag 1994, med illustrationer av Anthony Browne.